# 蘭尼
路易斯·卡洛斯·阿尔梅达·達库纳（葡萄牙語：Luís Carlos Almeida da Cunha，ComM，1986年11月17日—），一般通稱蘭尼（葡萄牙語：Nani），曾效力于土耳其足球超级联赛球隊的已退役葡萄牙球星。司職翼鋒，出身於葡萄牙士砵亭。葡萄牙巨星之一，在2008年跟隨曼聯贏得歐洲冠軍聯賽。

## 球会生涯

### 士砵亭
蘭尼出道於葡萄牙勁旅士砵亭，2006/07年球季成為了球隊的正選攻擊中場，其出色的表現為球隊帶來了一項葡萄牙盃冠軍。由於他在C朗拿度轉投曼聯後開始於士砵亭冒起，加上踢法與其甚為相似，又同是葡萄牙國腳，所以傳媒稱他為「新C朗拿度」。蘭尼入球後的後空翻慶祝動作亦成為了他的標記。司職翼鋒的蘭尼速度快、盤带功夫出色，20歲的他已是葡萄牙最矚目新星，獲盛讚可媲美同樣出身於士砵亭、該季在曼聯光芒四射的國家隊師兄C朗拿度，前途無限的他勢成「老紅魔」傑斯的接班人。

### 曼聯
2007年5月，英超勁旅曼聯宣佈以1400萬鎊的轉會費把他帶到英國，並與巴西新晉國腳安達臣一同加盟。
蘭尼於2007年夏天的曼聯季前遠東之旅，於澳門對深圳上清飲的友賽，蘭尼首次披上曼聯17號球衣正選上陣並攻入一球，協助球隊大勝6:0。
2007年8月26日，蘭尼在对托特纳姆热刺的英超联赛中远射破网，攻入正式比赛第一球，帮助球队1-0取胜。此后，蘭尼更是一直以不断的助攻证明自己的价值，他所主罚的角球极具威胁，经常能直接助攻队友进球或在对方禁区中造成混乱。
纳尼在07-08赛季的出色表现引起人们极大地关注，但在08-09赛季中，纳尼在英超联赛中表现不佳，在主力位置竞争中输给了勤奋的韩国人朴智星，在仅有的几次联赛首发场次中，多次被中途换下，两个赛季的对比反差让曼联球迷感到失望，一度有传言纳尼在09年夏天会被曼联扫地出门，但是纳尼本人否认了这个说法。
2010年1月，曼聯於足總盃以0-1不敵列斯聯後，最近有報導說領隊費格遜準備在季後實行大換血，把部分表現不理想的球員一起賣掉，表現不理想的球員除了他外，還有隊友安達臣、貝碧托夫、蘇蘭托錫等，然而賽季開始後，蘭尼以不斷的表現，終結了可能會轉隊的傳言。
其後在2010/11球季是蘭尼加盟以來表現最好的一季，其中主場對曼城的英超聯賽先把握單刀機會射破祖·赫特的十指關，後右路妙傳朗尼造就後者射入一記精彩的倒掛擊敗同城對手，蘭尼該季總計有9球進帳和18次助攻，亦令他入選該年英超最佳陣容。
2011/12球季在主場對阿仙奴的聯賽中射入一球，協助球隊大勝8:2，對車路士則射入世界波，表現一直穩定。
但其後的2012/13球季他被主帥費格遜棄用，令他在2013/14球季前的轉會傳聞甚囂塵上，當中以祖雲達斯對他最為積極。但最終於2013年9月5日他與曼聯簽署一份新的五年合約留隊至2018年6月。

### 回歸士砵亭
2014年8月20日，由於阿根廷國腳馬高斯·盧祖以2千萬歐元，由葡超士砵亭轉投英超曼聯，24歲盧祖是阿根廷在巴西世界盃的主力，司職左閘或中堅。作為交易條件之一，效力曼聯7年的蘭尼，則以租借形式重返母會士砵亭，披上77號球衣。27歲的蘭尼為紅魔上陣超過220場，射入40球，其間球隊贏過4次英超和1次歐聯錦標。
重回母會後，蘭尼開局不順，對戰阿洛卡的葡超聯賽中先射失十二碼，後領黃牌，賽至第77分鐘被調換離場。他的首個進球在歐冠盃對陣斯洛文尼亞球會馬里博爾的分組賽事中取得，雙方最後賽和1-1，他本人獲選為全場最佳。首個聯賽進球則在基維辛迪身上取得，助球隊大勝4-0。而葡萄牙盃賽事方面，蘭尼在第三圈與波圖的強強對話中建功，作客以3-1淘汰火龍隊，及至決賽互射十二碼階段操刀射入其中一球，助士砵亭擊敗布拉加，贏得隊史第16座葡萄牙盃冠軍，並打破球會將近七年的錦標荒，士砵亭該季以第三名完成聯賽。自己全季共有12個進球，打破個人進球記錄。

## 國家隊生涯
蘭尼第一次為葡萄牙國家隊上陣為2006年9月1日，賽事為國際友誼賽作客對丹麥國家足球隊，他第一場上陣的賽事便射入一球為葡萄牙追平2:2，但最終仍負2:4，當時他只有19歲。他現時於國家隊經常穿上17號球衣。2006年夏天，蘭尼亦有份代表葡萄牙參與21歲以下歐洲錦標賽，並射入一球。 可惜葡萄牙於該項賽事中表現差強人意，於分組賽便被淘汰出局。
2016年欧洲国家盃，他在四强对威尔斯的比賽中接应C罗的传球鏟射入网，为葡萄牙再下一城，最终成功击败威尔斯杀入決赛。在決赛，因C罗早段伤出，兰尼接過队长袖标，由他带领葡萄牙队员，队员眾志成城下最终成功击败法国捧走歐洲國家盃。这屆欧洲国家盃，兰尼收获三球，除四强赛外，在小组赛对冰岛及匈牙利也收获进球，亦在8强对波兰的比赛中在点球大战罚入一点点球（第四点）。

## 榮譽
士砵亭
- 葡萄牙盃冠軍：2006/07年、2014/15年

 曼聯
- 英格蘭超級聯賽冠軍：2007/08年、2008/09年、2010/11年、2012/13年；
- 英格蘭聯賽盃：2008/09年、2009/10年；
- 英格蘭社區盾：2007年、2008年、2010年、2011年；
- 歐洲聯賽冠軍盃：2007/08年；
- 國際足協世界冠軍球會盃：2008年；

 葡萄牙
- 歐洲國家盃：2016年

## 外部連結
- 足球数据库：蘭尼的球员统计数据